# Hôtel de ville de Bazas
L'hôtel de ville de Bazas est une immeuble municipal situé à Bazas, dans le département français de la Gironde, en France.

## Localisation
L'édifice se trouve en centre-ville, au no 2 de la place de la Cathédrale.

## Historique
Le premier palais Présidial fut édifié en 1553, séparé de la place de la Cathédrale par une halle. En 1729, un édifice en pierre de taille intégrant cette halle et « plus convenable pour la commodité du public, celle des officiers et pour la décoration de la ville » fut construit.

L'hôtel de ville est inscrit au titre des monuments historiques  par arrêté du 12 avril 1965 pour le sol des portiques, sa façade et ses toitures.

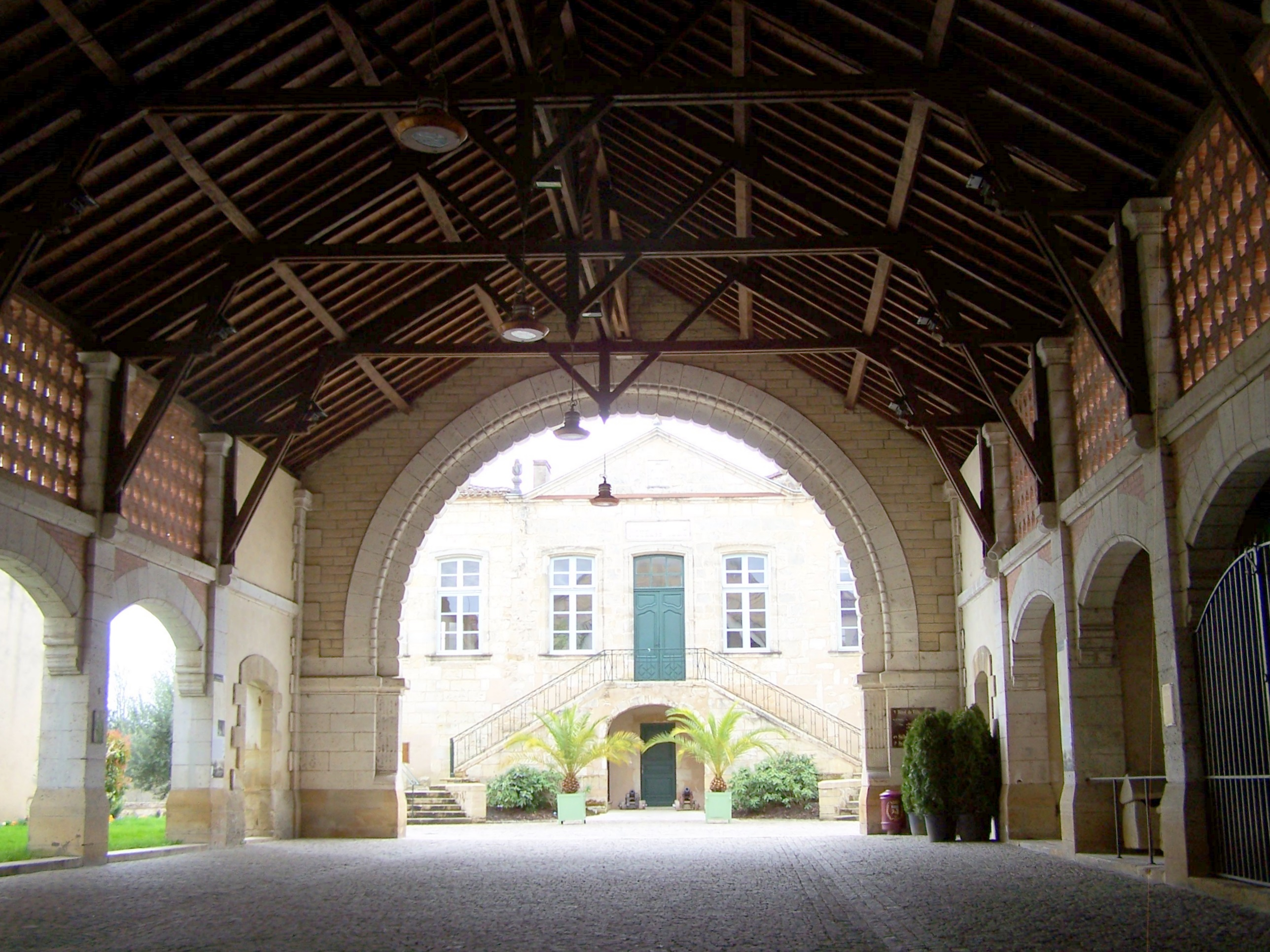
Le portique (mars 2010)